# Neogastromyzon kottelati
Neogastromyzon kottelati är en fiskart som beskrevs av Tan 2006. Neogastromyzon kottelati ingår i släktet Neogastromyzon och familjen grönlingsfiskar. Inga underarter finns listade i Catalogue of Life.